# Путь Святого Иакова
Путь свято́го Иа́кова, Ками́но-де-Сантья́го (исп. Camino de Santiago) — паломническая дорога к предполагаемой могиле апостола Иакова в испанском городе Сантьяго-де-Компостела, главная часть которой пролегает в Северной Испании. Благодаря своей популярности и разветвлённости этот маршрут оказал большое влияние на распространение культурных достижений в эпоху Средневековья.
Во второй половине XX века значительный вклад в дело восстановления паломнического маршрута внёс священник Элиас Валинья Сампедро, благодаря стараниям которого, начиная с 1980-х годов, популярность маршрута вновь начала возрастать: так, если в 1978 году по нему прошли всего 13 человек, то в 2009 — более 145 тысяч. Популяризации пути святого Иакова также способствовал роман Пауло Коэльо «Дневник мага» (1987). C 1993 года входит в число памятников всемирного наследия ЮНЕСКО.

## История маршрута
Город Сантьяго-де-Компостела, куда ведёт этот путь, является третьей по значению святыней католицизма, уступая лишь Иерусалиму и Риму. Причина такого почитания — величайшая реликвия Испании, мощи апостола Иакова, небесного покровителя страны.

### Обретение мощей
Согласно преданию, после мученической кончины апостола в 44 году в Иерусалиме, его тело было положено в лодку и пущено по волнам Средиземного моря. Чудесным образом эта лодка приплыла в Испанию, где святой проповедовал ранее, и была выброшена на берег реки Сар в городе Ирия Флавия. Затем тело апостола Иакова было перенесено двумя его учениками на гору Либредон в 17 км от Ирии Флавии и захоронено. В 813 году, как гласит церковное предание, живший в этой местности монах-отшельник Пелайо, следуя за некоей путеводной звездой, обнаружил гробницу с мощами апостола Иакова, которые оставались нетленными. На этом месте впоследствии возник город Сантьяго-де-Компостела.
На месте находки мощей по приказу короля Астурии Альфонсо II была построена церковь. Со временем она превратилась в собор, который находится на главной площади Сантьяго-де-Компостела. Альфонс совершил паломничество к вновь обретенным мощам Святого Иакова. Путь его следования известен как Первоначальный путь (camino primitivo). Само место было названо Компостела (лат. Campus Stellae, «Место, обозначенное звездой»). Святой Иаков, чудесно являвшийся во время битв с маврами — Сантьяго Матаморос, стал покровителем Испании и Реконкисты. Как апостол, предпринявший во время своего служения далёкое путешествие из Святой земли в Испанию, он стал считаться покровителем паломников.

### Рост популярности маршрута
Город Компостела с захоронением покровителя страны и одного из двенадцати апостолов стал особой святыней Испании, а также католического мира. Для установления традиции большое значение имел, как гласит легенда, сон императора Карла Великого: ему приснился Млечный Путь, который простирался к святому месту через Францию и Испанию, а Господь призывал Карла расчистить «звёздную» дорогу от мавров. Император повёл войска через Пиренеи и освободил Кастилию и Леон, Галисию, Наварру и Риоху.
Первым известным паломником был епископ Годескальк (Готшальк) из Ле-Пюи. Он совершил путешествие из Франции в Компостелу зимой 950—951 годов.
В XII веке папа Каликст II даровал паломникам право на получение индульгенции, что поставило Компостелу на одну ступень с Иерусалимом и Римом. Считают, что основные маршруты сформировались примерно в XI веке; в 1160-е годы для защиты паломников от весьма частых тогда разбойных нападений кастильская корона учредила военно-рыцарский орден святого Иакова.
|                                                           |  |                                                                                     |  |                                                             |
| Собор в Ле-Пюи-ан-Веле — отправная точка Поденской дороги |  | Романская базилика Святого Сернена в Тулузе — перевалочный пункт на пути св. Иакова |  | Аббатство св. Фе в Конке — важный пункт на Поденской дороге |

В Средневековье количество паломников, перемещавшихся по дорогам, ведущим в Компостелу, было колоссальным. Но со временем эпидемия чёрной чумы, резко сократившая население Европы, а затем Реформация и политическая нестабильность XVI века привели к спаду популярности паломничества. В XIX веке произошло «открытие» пути святого Иакова учёными и искусствоведами, которые с изумлением обнаружили вдали от основных культурных центров и столиц, в небольших городках, выдающиеся памятники средневекового искусства, выпавшие из внимания публики в предшествующие несколько веков. В 1980-е годы количество паломников можно было пересчитать по пальцам, но с той поры отмечают возрастающий интерес, и количество путешественников со всех континентов растёт.
Святое путешествие в Сантьяго совершили в разное время английский король Эдуард I (1239—1307), король Иерусалима Жан де Бриенн (около 1170—1237), Франциск Ассизский (1182—1226), фламандский живописец Ян ван Эйк (около 1385—1441), папа Иоанн Павел II (1920—2005), известный бразильский писатель Пауло Коэльо (родился в 1947 году) и многие другие. С 1999 года по «Дороге Иакова» паломничают православные верующие из России и из Украины.

Дорога французских королей — главная паломническая дорога на севере Испании, 675,5 км от Памплоны на востоке до Сантьяго-де-Компостелы на западе, часть Пути Св. Иакова.

## Географическая характеристика
Компостела привлекала богомольцев со всех краёв Европы. По пути святого Иакова шли верующие из Франции, Португалии, Англии, Ирландии, Польши и прочих стран. Популярности пути святого Иакова в Средние века способствовало то, что он объединял в себе многие местные паломничества, то есть путь был проложен так, чтобы паломник мог посетить самые почитаемые святыни (мощи святой Веры, Марии Магдалины, Илария, Фронто, святого Леонарда, святого Эгидия, святого Евтропия и прочих).

### Основные дороги
Путь Святого Иакова является общим названием для множества паломнических маршрутов, берущих начало из разных городов Европы и имеющих конечную точку в город Сантьяго-де- Компостела. Насчитывается около 15 маршрутов. Самые популярные из них: французский (camino francés), северный (camino del norte), первоначальный (camino primitivo), английский (camino inglés), португальский (camino portugués) и Виа-де-ла-Плата (via de la plata). Наиболее древние маршруты — северный и первоначальный. Паломнические маршруты складывались в сложные для Испании времена, когда большая часть Иберийского полуострова была завоевана арабами. Только северные территории были свободны от мусульманского присутствия, и паломнические маршруты по этим территориям были относительно безопасными. По мере отвоевания у арабов территорий в центре и на юге полуострова, складывались новые паломнические маршруты. Самым популярным является французский путь. Несмотря на то, что он самый протяженный (почти 800 км), он оказывается самым несложным в преодолении, поскольку проходит по равнинной местности с хорошим климатом.
Самый важный участок пути Святого Иакова начинается на юге Франции, идёт через Пиренеи (через перевалы Ронсеваль или Сомпорт). Главная магистраль в Испании ведет от Памплоны до Сантьяго-де-Компостелы и носит название «Дорога французских королей».
Сходящиеся к перевалам маршруты на территории Франции:
1. Тулузская дорога (Via Tolosana) — начиналась на востоке и шла через Сен-Жиль, Сен-Гильем-ле-Дезер и Тулузу.
2. Поденская (Via Podensis) — почти параллельна предыдущей, начиналась в Ле-Пюи и проходила через Конк и Муасак.
3. Лиможская (Via Lemovicensis) — начиналась в Везле, проходила через Лимож и Перигё и соединялась с Поденской в Ронсенвалле.
4. Турская (Via Turonensis) — шла от Ла-Манша, через Тур, Пуатье, Сент и Бордо.

## Влияние пути святого Иакова

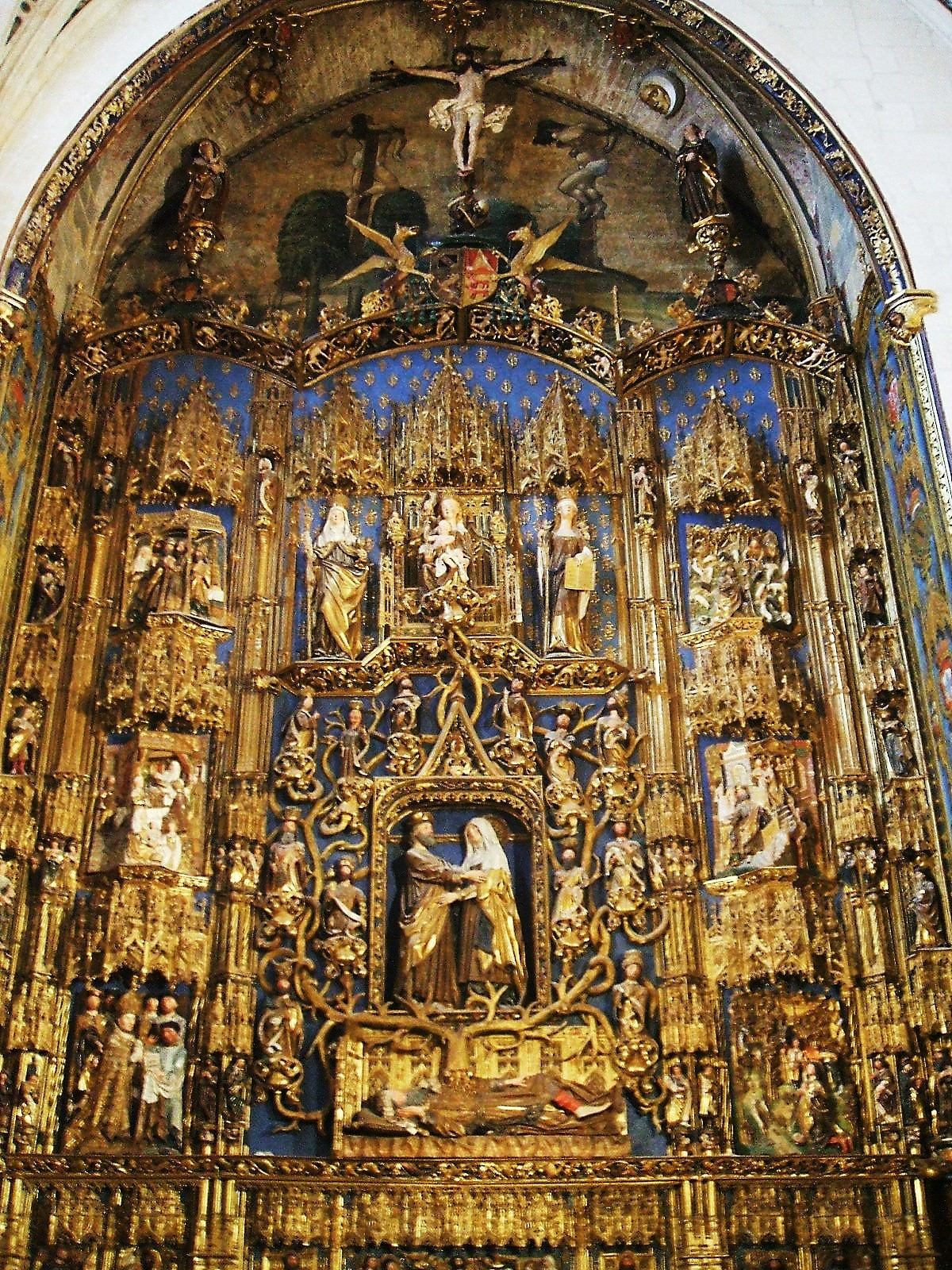
Собор в Бургосе

Значительные и постоянные миграции больших масс населения не могли не повлиять на обитателей городов вдоль этого маршрута. Паломникам требовалось отдыхать и питаться: большинство из них останавливалось в расположенных на дороге монастырях и церквях, где также могли поклониться менее значимым, но тем не менее также почитаемым мощам святых.
Монастыри, лежащие возле паломнических дорог, процветали. Но большие толпы требовали переработки как сложившихся архитектурных типов церковных зданий, так и принципов быта, например, жилых помещений, складов пищи и хранилищ для разного рода предметов культа. Путь святого Иакова был маршрутом, благодаря которому начинает складываться так называемый тип паломнической церкви. Основные отличия подобного типа от предшествующей стеснённой романской архитектуры: пространство стало просторным, размеры увеличивались, а разумная планировка последовательности помещений позволяла удобно регулировать человеческие потоки. Вдоль Дороги выросло огромное количество соборов, с различными (незначительными) вариациями повторявшими выработанный тип.

## Выдающиеся личности
- Элиас Валинья Сампедро (1929—1989) — священник посёлка О-Себрейро (Галисия, Испания), доктор наук, инициатор движения по популяризации паломничества по Пути Святого Иакова и организации инфраструктуры маршрута. В 1965 году защитил диссертацию на тему «Путь Святого Иакова. Историко-юридическое исследование» («El Camino de Santiago. Estudio histrico-jurdico»). Элиас Сампедро организовал работы по маркировке жёлтыми стрелами паломнического пути на севере Испании («Дорога французских королей»), по обустройству неухоженных и опасных участков маршрута. Вместе с единомышленниками провел работы по расчету и обозначению километража дороги между населенными пунктами, между приютами и гостиницами. В 1983 г. написал первый «Путеводитель паломника» («Guia del Peregrino»). Основатель современного массового паломничества и туризма по Пути Святого Иакова, подготовивший Путь теоретически (защита докторской диссертации) и практически (первичная маркировка и обустройство маршрута «Дорога французских королей»).
- Пауло Коэльо — бразильский писатель. После выхода в свет в 1987 году его романа «Дневник мага» в Испании началось массовое паломничество по Пути Святого Иакова, писатель получил премию от правительства Испании[3] и был благосклонно принят папой Римским Иоанном Павлом II в Ватикане в апреле 1999 года[14].

## Отражение в культуре

### В легендах
По легенде невинного юношу, идущего с отцом в Сантьяго-де-Компостелу, повесили по ложному обвинению в воровстве. Месяц спустя возвращавшийся с паломничества отец нашёл его ещё живым на виселице — тело поддерживал святой Иаков.

### В символике

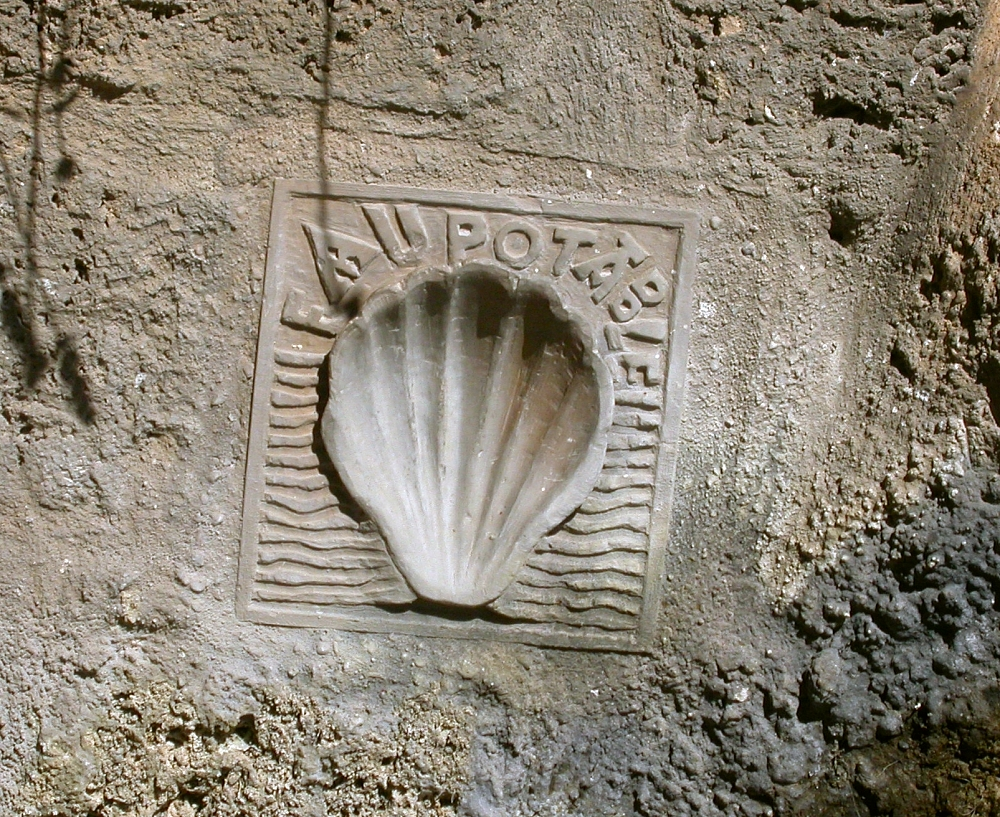
Изображение ракушки на стене храма в Лангедоке, Франция

Святой Иаков стал считаться покровителем путешественников.
Раковина морского гребешка — символ Пути Святого Иакова. Паломники прикрепляют её на поля шляпы, на плащи, посохи. Изображение ракушки служит указателем Пути наряду с желтыми стрелками. Изображение раковины можно встретить на зданиях (культовых и гражданских), на металлических табличках, вмонтированных в асфальт на всем протяжении маршрута.

### В литературе
- Д. Лодж. «Терапия».
- П. Коэльо. «Дневник мага».
- П. Коэльо. «Алхимик».
- Кен Фоллетт. «Столпы земли».
- Жюльетта Бенцони. «Катрин».
- Максим Беспалов. «Путь на Край Света» (укр. «Шлях на Край світу») — книга про путешествие современных украинских паломников по Camino de Santiago.
- Генри В. Мортон. «Прогулки по Испании».
- Соня Чокет. «Неудержимая».
- Рюфен, Жан-Кристоф. «Бессмертным путем святого Иакова».
- Алехо Карпентьер. «Дорога Святого Иакова».
- упоминается у Марчелло Симони в книге «Продавец проклятых книг».

### В кино
- Паломничество в Компостелу — один из сюжетных мотивов кинофильма Луиса Бунюэля «Млечный Путь»
- Фильм «Песнь о Роланде» (1978) рассказывает о труппе бродячих актёров во времена крестовых походов совершающих паломничество в Сантьяго-де-Компостела.
- Фильм «Липкие пальцы» (2009, Канада, франц. яз.) — группа грабителей банков вынуждена совершить паломничество по Пути Святого Иакова.
- Фильм «Путь» Эмилио Эстевеса (2010 год), который рассказывает об отце, прошедшем Путь Святого Иакова, чтобы отдать память своему сыну, погибшему в самом начале этого пути. Главную роль исполнил отец Эстевеса, Мартин Шин.
- Я понесу тебя на край света[нем.] (Германия, 2010).
- Телефильм «Пилигрим» (Германия, Австрия, Чехия, 2014), рассказывающий о немецкой девушке, совершившей паломничество в Сантьяго-де-Компостела в XIV веке.
- Фильм «Путь, мой путь» (Австралия, 2024 год).